# Comuna Poșta Câlnău, Buzău
Poșta Câlnău este o comună în județul Buzău, Muntenia, România, formată din satele Aliceni, Coconari, Poșta Câlnău (reședința), Potârnichești, Sudiți și Zilișteanca. Se află pe valea Câlnăului.

## Geografie
Din punct de vedere geografic, comuna se întinde la nord de municipiul Buzău, mare parte din populație locuind în satul de reședință, Poșta Câlnău, aflat pe șoseaua DN2, și în mai multe sate de pe valea Câlnăului. Comuna este traversată de șoseaua națională și europeană DN2, în segmentul care leagă orașele Buzău și Râmnicu Sărat; la Poșta Câlnău, această șosea se intersectează cu șoseaua județeană DJ220, care leagă comuna spre est de Boldu și Bălăceanu, iar spre nord-vest de Zărnești și Murgești. La Zilișteanca, din DJ220 se ramifică șoseaua județeană DJ215A, care leagă comuna de Blăjani și de valea Slănicului.
Comuna se află la confluența dintre Subcarpații de Curbură și Câmpia Română. Localitățile Poșta Câlnău și Potârnichești se află în câmpie, pe drumul național, iar comuna se învecinează spre est, nord-est, sud-est și sud cu comunele de câmpie Ziduri, Cochirleanca, Vadu Pașii și Mărăcineni. Satele din zona vestică, Zilișteanca, Sudiți, Coconari și Aliceni sunt în zona văii Câlnăului, comuna învecinându-se înspre vest cu comunele de deal Blăjani, Săpoca și Cernătești, iar spre nord cu o altă comună de tranziție, Zărnești.

## Demografie
Componența etnică a comunei Poșta Câlnău
     Români (91,45%)
     Alte etnii (0,18%)
     Necunoscută (8,37%)
Componența confesională a comunei Poșta Câlnău
     Ortodocși (90,87%)
     Alte religii (0,29%)
     Necunoscută (8,84%)
Conform recensământului efectuat în 2021, populația comunei Poșta Câlnău se ridică la 5.542 de locuitori, în scădere față de recensământul anterior din 2011, când fuseseră înregistrați 5.968 de locuitori. Majoritatea locuitorilor sunt români (91,45%), iar pentru 8,37% nu se cunoaște apartenența etnică. Din punct de vedere confesional, majoritatea locuitorilor sunt ortodocși (90,87%), iar pentru 8,84% nu se cunoaște apartenența confesională.

## Politică și administrație
Comuna Poșta Câlnău este administrată de un primar și un consiliu local compus din 15 consilieri. Primarul, Sorin Munteanu[*], de la Partidul Social Democrat, este în funcție din 2012. Începând cu alegerile locale din 2024, consiliul local are următoarea componență pe partide politice:
|  | Partid                          | Consilieri | Componența Consiliului | Componența Consiliului | Componența Consiliului | Componența Consiliului | Componența Consiliului | Componența Consiliului | Componența Consiliului | Componența Consiliului | Componența Consiliului | Componența Consiliului |
|  | ------------------------------- | ---------- | ---------------------- | ---------------------- | ---------------------- | ---------------------- | ---------------------- | ---------------------- | ---------------------- | ---------------------- | ---------------------- | ---------------------- |
|  | Partidul Social Democrat        | 10         |                        |                        |                        |                        |                        |                        |                        |                        |                        |                        |
|  | Partidul Național Liberal       | 3          |                        |                        |                        |                        |                        |                        |                        |                        |                        |                        |
|  | Uniunea Salvați România         | 1          |                        |                        |                        |                        |                        |                        |                        |                        |                        |                        |
|  | Alianța pentru Unirea Românilor | 1          |                        |                        |                        |                        |                        |                        |                        |                        |                        |                        |

## Istoric
Descoperiri arheologice din actuala comună Poșta Câlnău arată că zona a fost locuită în preajma mileniului al IV-lea î.Hr.—în zona localității Sudiți găsindu-se urme ale culturii Boian. Alte descoperiri arheologice din zonă, din localitățile Potârnichești și Poșta Câlnău datând din secolele al III-lea –al V-lea d.Hr. aparțin culturii Sântana de Mureș-Cerneahov, iar altele din secolele al VIII-lea–al IX-lea aparțin culturii Dridu.
Unele sate ale actualei comune apar pe hărți din secolele al XVI-lea și al XVII-lea, așa cum arată atlasul geografic și istoric al județului Buzău al lui Basil Iorgulescu. Același atlas amintea de unele mișcări sociale în satul Aliceni în 1877, de cele de la Zilișteanca din 1892, precum și de participarea localnicilor la răscoala din 1907. Multă vreme, în această comună localitatea principală a fost Zilișteanca, sat denumit astfel deoarece a fost înființat pe la 1790 pe o siliște (vatră de sat părasit). Satul Poșta Câlnău a apărut mai târziu, după apariția releului poștal în care se schimbau caii între Buzău și Râmnicu Sărat. Stația de poștă Câlnău avea, conform unui document din 1811, 140 de cai, iar alte documente ulterioare arată numere mai mici. Tot în acea perioadă de început s-a format și nucleul satului principal al comunei de astăzi; acest sat s-a numit inițial Poștea sau Haimanalele.
Satele Aliceni și Sudiți au fost formate prin stabilirea aici a țăranilor aduși de Alecu Hrisoscoleu pentru moșia sa; satul Aliceni s-a numit mai întâi, astfel, Satul Alecului, iar satul Sudiți a fost denumit astfel deoarece era locuit de lucrători străini.
În 1831, după ce vechiul pod de lemn a fost distrus de viitură, s-a construit, sub supravegherea arhitectului Freiweit, podul de piatră peste râul Câlnău pe drumul dintre Buzău și Râmnicu Sărat, acesta fiind primul pod de piatră din Muntenia. Anastase Tarba Verussi, unul dintre supraveghetorii construcției podului, a delapidat bani destinați proiectului și a cumpărat cu o sumă mică mai multe piese din tezaurul de la Pietroasele, pe care le-a ascuns într-o groapă aflată pe un deal din preajma podului. Ulterior, autoritățile au primit un bilet prin care li s-a indicat locul, iar 12 din cele 22 de piese ale tezaurului au fost recuperate de acolo.
La începutul secolului al XX-lea, majoritatea satelor componente ale comunei Poșta Câlnău formau comuna Zilișteanca, parte a plășii Câlnău (după ce înainte era inclusă în plaiul Slănic). Satele ce formau comuna Zilișteanca erau trei la număr: Haimanalele (care includea și actualul sat de reședință, precum și, printre altele, Gura Câlnăului), Slobozia (cu subdiviziunile Satul-Alecului, Aliceni și Sudiți), și Zilișteanca (cu subdiviziunea Coconari). Comuna Zilișteanca, predecesoarea comunei Poșta Câlnău, se întindea spre sud până la râul Buzău, cuprinzând la un moment dat și satul Vadu Pașii, după înființarea sa în 1880. Podul peste Câlnău, pe atunci un reper al comunei Zilișteanca, este astăzi la limita dintre comunele Mărăcineni și Vadu Pașii.
În 1925, compoziția comunei este consemnată în Anuarul Socec cu satele Aliceni-Slobozia, Gârbovi-Găvănele, Haimanalele, Poșta și Zilișteanca. În 1931, din comuna Zilișteanca s-a separat comuna Poșta Câlnău, care a apărut atunci pentru prima oară. Ea cuprindea satele: Călugări, Haimanalele (reședința), Poșta, Potârnichești și Satul-Nou.
La 1 ianuarie 1933 s-a înființat și comuna Aliceni, tot în plasa Câlnău, în jurul satului cu același nume.
În 1950, comuna a intrat în componența raionului Buzău din regiunea Buzău și apoi (după 1952) din regiunea Ploiești. În 1964, satele Călugări și Haimanale și-au schimbat numele în Scărișoara, respectiv Viișoara. Actuala componență o are comuna din 1968, când a revenit la județul Buzău; tot atunci, satele Poșta, Viișoara, Scărișoara și Poșta Nouă (ultimul apărut între timp) au fost comasate, formând satul Poșta Câlnău, iar localitatea Satul Nou a fost inclusă în Potârnichești.

## Monumente istorice
Trei obiective din comuna Poșta Câlnău sunt incluse pe lista monumentelor istorice din județul Buzău, toate fiind clasificate în categoria siturilor arheologice. Situl din punctul „Malul lui Ștefan Leu” din colțul vestic al satului Poșta Câlnău, de pe malul drept al râului Câlnău, cuprinde o așezare din epoca migrațiilor aparținând culturii Cerneahov (secolele al III-lea–al IV-lea) și una medievală timpurie aparținând culturii Dridu. La „Movila Boului”, tot în preajma satului Poșta Câlnău, dar spre est, la 5,5 km de gara Boboc, s-au găsit urmele unei așezări din neoliticul mijlociu (mileniile al VI-lea–al V-lea î.e.n.). Un al treilea sit, mai amplu, se află în preajma satului Potârnichești pe diverse movile din jurul satului. El cuprinde cuprinde opt necropole: una eneolitică, din mileniul al IV-lea î.e.n., una din Epoca Bronzului (mileniile al III-lea–al II-lea î.e.n.), trei din perioada Halstatt (secolele al XII-lea–al V-lea î.e.n., din care una datată spre sfârșitul perioadei —după secolul al VII-lea î.e.n.) și trei din epoca migrațiilor (cultura Cerneahov, secolul al IV-lea e.n.).